# اوردوس
اوردوس (به زبان مغولی: ᠣᠷᠳᠣᠰ ᠬᠣᠲᠠ، به لاتین: Ordos qota، معادل سیریلیک: Ордос хот)(به چینی: 鄂尔多斯市، به پین‌یین: È'ěrduōsī Shì) یک شهر در سطح ولایت در جمهوری خلق چین است که در مغولستان داخلی واقع شده‌است.

## خصوصیات
اوردوس ۸۶٬۷۵۲ کیلومترمربع مساحت و ۱٬۹۴۰٬۶۵۳ نفر جمعیت دارد و ۱٬۳۰۵ متر بالاتر از سطح دریا واقع شده‌است.